# Tschetwertinka
Tschetwertinka war ein russisches Volumenmaß. Es bedeutet wörtlich so viel wie „Viertelchen“.
- 1 Tschetwertinka = 0,25 Liter